# كيفن بولارد
كيفن بولارد هو سياسي كندي، ولد في 1958 في كندا. حزبياً، نشط في حزب المحافظين التقدمي في نيوفندلاند ولابرادور ‏.